# ماريسفيل (كاليفورنيا)
ماريسفيل (بالإنجليزية: Marysville)‏ هي إحدى مدن مقاطعة يوبا، كاليفورنيا. تم إعطاءها لقب مدينة في 5 فبراير، 1851.

## المناخ
يظهر الجدول التالي التغييرات المناخية على مدار السنة لماريسفيل:
| البيانات المناخية لـماريسفيل       | البيانات المناخية لـماريسفيل | البيانات المناخية لـماريسفيل | البيانات المناخية لـماريسفيل | البيانات المناخية لـماريسفيل | البيانات المناخية لـماريسفيل | البيانات المناخية لـماريسفيل | البيانات المناخية لـماريسفيل | البيانات المناخية لـماريسفيل | البيانات المناخية لـماريسفيل | البيانات المناخية لـماريسفيل | البيانات المناخية لـماريسفيل | البيانات المناخية لـماريسفيل | البيانات المناخية لـماريسفيل |
| الشهر                              | يناير                        | فبراير                       | مارس                         | أبريل                        | مايو                         | يونيو                        | يوليو                        | أغسطس                        | سبتمبر                       | أكتوبر                       | نوفمبر                       | ديسمبر                       | المعدل السنوي                |
| ---------------------------------- | ---------------------------- | ---------------------------- | ---------------------------- | ---------------------------- | ---------------------------- | ---------------------------- | ---------------------------- | ---------------------------- | ---------------------------- | ---------------------------- | ---------------------------- | ---------------------------- | ---------------------------- |
| الدرجة القصوى °ف (°م)              | 76 (24)                      | 83 (28)                      | 89 (32)                      | 100 (38)                     | 105 (41)                     | 113 (45)                     | 118 (48)                     | 115 (46)                     | 113 (45)                     | 104 (40)                     | 89 (32)                      | 82 (28)                      | 118 (48)                     |
| متوسط درجة الحرارة الكبرى °ف (°م)  | 54.1 (12.3)                  | 60.4 (15.8)                  | 66 (19)                      | 73 (23)                      | 81.2 (27.3)                  | 89.6 (32.0)                  | 96.3 (35.7)                  | 94.6 (34.8)                  | 89.2 (31.8)                  | 79 (26)                      | 65.2 (18.4)                  | 55.1 (12.8)                  | 75.3 (24.1)                  |
| متوسط درجة الحرارة الصغرى °ف (°م)  | 37.7 (3.2)                   | 41.3 (5.2)                   | 44 (7)                       | 47.6 (8.7)                   | 52.7 (11.5)                  | 58.1 (14.5)                  | 61.3 (16.3)                  | 59.3 (15.2)                  | 56.2 (13.4)                  | 49.9 (9.9)                   | 42.2 (5.7)                   | 38 (3)                       | 49 (9)                       |
| أدنى درجة حرارة °ف (°م)            | 9 (−13)                      | 19 (−7)                      | 26 (−3)                      | 30 (−1)                      | 36 (2)                       | 41 (5)                       | 45 (7)                       | 45 (7)                       | 37 (3)                       | 32 (0)                       | 24 (−4)                      | 16 (−9)                      | 9 (−13)                      |
| معدل هطول الأمطار إنش (مم)         | 4.01 (102)                   | 3.73 (95)                    | 2.88 (73)                    | 1.53 (39)                    | 0.75 (19)                    | 0.22 (5.6)                   | 0.03 (0.76)                  | 0.06 (1.5)                   | 0.34 (8.6)                   | 1.21 (31)                    | 2.44 (62)                    | 3.76 (96)                    | 20.96 (533.46)               |
| متوسط تساقط الثلوج إنش (سم)        | 0.2 (0.51)                   | 0 (0)                        | 0 (0)                        | 0 (0)                        | 0 (0)                        | 0 (0)                        | 0 (0)                        | 0 (0)                        | 0 (0)                        | 0 (0)                        | 0 (0)                        | 0 (0)                        | 0.2 (0.51)                   |
| متوسط الأيام الممطرة (≥ 0.01 inch) | 10                           | 9                            | 8                            | 5                            | 3                            | 1                            | 0                            | 0                            | 1                            | 3                            | 7                            | 9                            | 56                           |
| المصدر: WRCC                       |                              |                              |                              |                              |                              |                              |                              |                              |                              |                              |                              |                              |                              |

## أعلام
- ليزلي إم. بالم
- مايك ووكر
- مرلي أنتوني
- لاري باغبي
- روبرت دبليو. شاندلير